# Инкуњате (Милано)
Инкуњате је насеље у Италији у округу Милано, региону Ломбардија.
Према процени из 2011. у насељу је живело 38 становника. Насеље се налази на надморској висини од 115 м.